# Stanislav Kyselák
Stanislav Kyselák (30. května 1915 Němčice nad Hanou – 25. února 1983 Brno) byl český hudebník, pedagog, hudební skladatel a ředitel kůru. Na brněnské konzervatoři studoval u profesora Františka Michálka. Od roku 1938 s přestávkami až do své smrti byl ředitelem kůru a varhaníkem v kostele Nejsvětější Trojice v Brně-Králově Poli. Všech jeho pět dětí absolvovalo konzervatoř a další hudební vzdělání.
V letech 1940–1945 působil jako učitel hudby v ústavu pro nevidomé, kde vyučoval hru na varhany.
Zemřel 25. února 1983 v Brně-Králově Poli.

## Hudební kompozice
- Ave Maria – skladba byla vydána na společném CD v rámci projektu „Ave Maria – Devatenáct nejkrásnějších písní k oslavě Matky Boží“ (vydavatelství Amabile, 1995)[3]
- Mše G dur (Missa in G) – pro smíšený sbor, varhany a orchestr, ad lib.[4]